# Beregsău Mic, Timiș
Beregsău Mic (sârbă Nemet) este un sat în comuna Săcălaz din județul Timiș, Banat, România. Are o populație de 950 locuitori (2024).

## Localizare
Beregsău Mic se situează în vestul județului Timiș, pe malul drept al râului Bega Veche, la circa 23 km vest de municipiul Timișoara și la o distanță de 12,3 km vest de centrul de comună, Săcălaz. Este străbătut de drumul județean 214, drum care se ramifică la stânga de pe DN59A Timișoara - Jimbolia. 

## Istorie

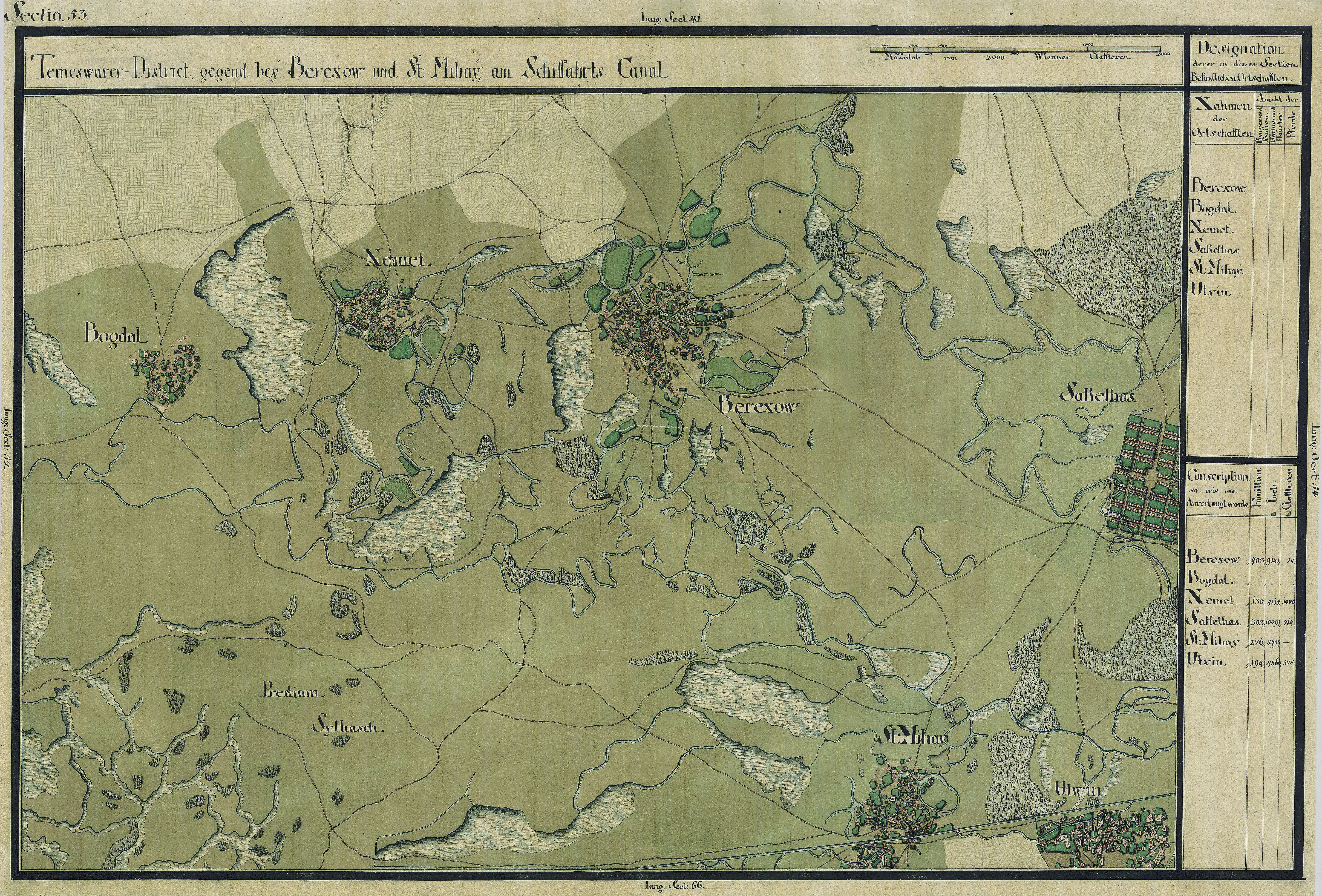
Beregsău Mic în Harta Iosefină a Banatului, 1769-72

Prima atestare documentară datează din 1317, cu numele Nemti. Alte diplome medievale menționează numele Némethy. A fost un sat românesc până spre sfârșitul secolului XVII, când a fost colonizat cu sârbi, spre sfârșitul colonizărilor de sârbilor în Banat. De atunci satul a fost unul sârbesc. Cu toate că aici nu au locuit niciodată mulți germani, numele vechi al satului se asemăna cu denumirea maghiară pentru „german”, ceea ce a determinat administrația maghiară să îl numească „Beregso-Nemeti”, adică Beregsăul Nemțesc. După unirea Banatului cu România, a fost preluat numele impropriu „Beregsău Nemțesc” iar popular s-a mai numit și „Nămat”.

## Populația
Inițial sat românesc, apoi pentru aproape 300 de ani un sat de sârbi, Beregsău Mic a cunoscut în ultimele decenii o scădere semnificativă a populației, dar mai ales o scădere majoră a populației de sârbi. În anii 1970, românii au devenit majoritari. Conform cu recensământul din 2002, românii reprezintă 81% din locuitori, în timp ce sârbii 17%. 
Conform datelor publicate de Primăria Săcălaz la data de 1 ianuarie 2004, Beregsău Mic avea o populație de 918 locuitori, în creștere cu circa 13% față de recensământul din 2002. Aceasta reprezintă cea mai rapidă creștere a populației din ultimul secol. 

### Structura religioasă
Din punct de vedere religios, populația a fost tot timpul, în majoritate covârșitoare, creștin-ortodoxă.